# سد وندرکلوف
سد وندرکلوف (به لاتین: Vanderkloof Dam) یک سد و نیروگاه برقابی در آفریقای جنوبی است که در کیپ شمالی واقع شده‌است.